# Matti Jurva
Matti Jurva (29 de abril de 1898 – 16 de septiembre de 1943) fue un cantante, músico y compositor finlandés. Uno de los cantantes de schlager más exitosos del período de entreguerras, fue también uno de los artistas discográficos más activos de su país.

## Biografía

### Inicios
Su nombre completo era Lennart Mathias Jurva, y nació en Helsinki, Finlandia, conociéndose poco de sus primeros años, aunque aparentemente a edad temprana ya se dedicaba a la música. A finales de la década de 1910 ya cantaba, y vio una de sus actuaciones el productor cinematográfico Hjalmar V. Pohjanheimo que lo contrató para trabajar en su empresa. Así, Jurva actuó en algunas películas mudas de Pohjanheimo en los años 1920.
En 1927–1928 Jurva viajó en gira por los Estados Unidos con Tatu Pekkarinen entreteniendo a inmigrantes finlandeses. Pekkarinen era el protagonista de las actuaciones, y Jurva lo acompañaba al piano. La pareja también hizo grabaciones, cantando Jurva los acompañamientos y algunos cuplés.
En los últimos años 1920 empezaron a publicarse en Finlandia discos de schlager. Una serie de grabaciones populares, como las de Ture Ara ”Emma” y ”Asfalttikukka”, y la de Georg Malmstén ”Särkynyt onni”, se lanzaron en 1929 dentro de una furiosa ”fiebre del gramófono”. En esa época Matti Jurva ya era un artista experimentado. En 1929 hizo sus primeras grabaciones finlandesas para el sello Homocord. Incluyendo temas como ”Sonny Boy” y ”Alla venäläisen kuun”. En el cuplé ”Soita vielä se neekerjazz”, Jurva describía con humor su contacto con la música jazz estadounidense.

### Años 1930. Cima de su carrera
Matti Jurva se estableció rápidamente como uno de los cantantes de schlager más destacados de Finlandia, y en la década de 1930 grabó para diferentes discográficas y con varias orquestas. Durante un par de años fue solista de la orquesta Dallapé, participando en las exitosas giras veraniegas del grupo en 1932. Las grabaciones más famosas de Jurva con Dallapé fueron ”Tullaan, tullaan, toimehen me tullaan” y ”Hiekkarannalla”, ambos temas lanzados en 1934.
A partir de 1935 Jurva actuó en la orquesta de Klaus Salmi, Ramblers. Sus años de mayor actividad fueron los últimos de la década de 1930. Solamente en 1938 grabó casi un centenar de temas acompañando a Ramblers. En esos años nacieron sus canciones más conocidas: el vals ”Savonmuan Hilma” (1938), las polcas ”Pohjanmaan junassa” (1938) y ”Viipurin Vihtori” (1938), y los yankees ”Savotan Sanni” (1938) y ”Lesken lempi” (1939). La canción más conocida de la pareja formada por Jurva y Pekkarinen, ”Väliaikainen”, nunca fue grabada por Jurva, aunque sí lo hiciera Georg Malmstén en 1938.
A medida que crecía la fama de Jurva, Tatu Pekkarinen fue adoptando una posición secundaria. Ambos formaron una eficaz pareja de compositores, escribiendo muchos de los temas cantados por Jurva. En los sellos discográficos las canciones eran de ”Jurva-Pekkarinen”, lo cual indicaba que Jurva componía la música y Pekkarisen escribía los textos. Sin embargo, algunas de las composiciones tenían también letras de Matti Jurva. En ocasiones las canciones eran extranjeras, y el dúo se limitaba a escribir la letra finlandesa. Jurva y Pekkarinen utilizaron, casi con total seguridad, el psueudónimo ”Erkki Salama”, lo cual les facilitaba eludir las reglas de derechos de autor de la organización Teosto.

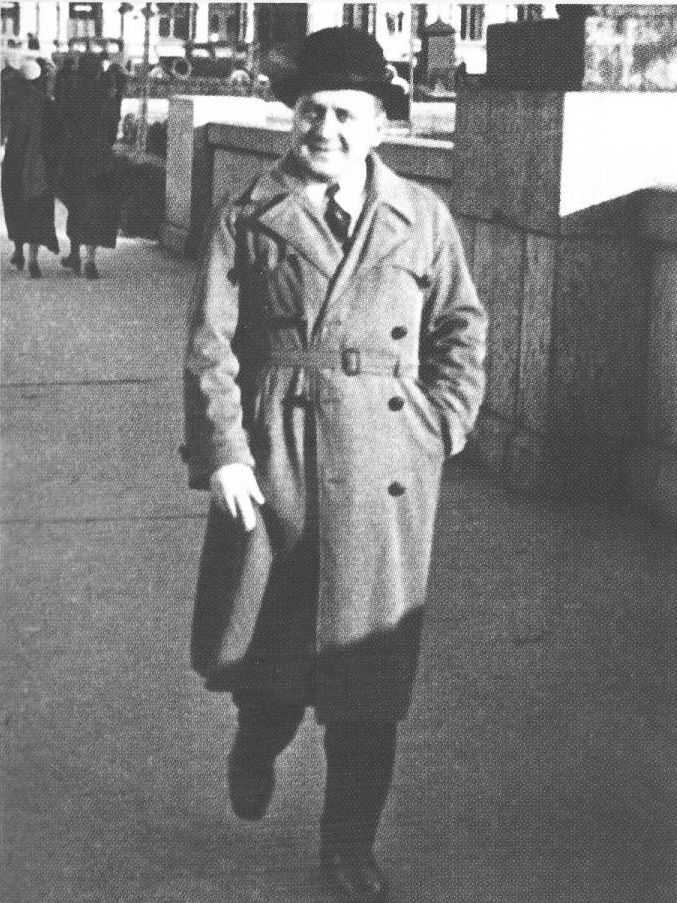
Matti Jurva

Además del piano, Jurva también dominaba otros instrumentos como el ukelele o el acordeón. Igualmente era un hábil practicante del step dance, que había aprendido en los Estados Unidos, lo cual demostraba en la película Ankkurikahvilan kantavieraat. 

### Últimos años
El estallido de la Guerra de Invierno en 1939 dificultó la actividad de la industria musical finlandesa, pues solamente existía una fábrica de discos en Turku, Sointu, y otras compañías hacían los discos en el extranjero. Por todo ello, mientras duró la guerra solamente pudo grabar en un par de ocasiones.
Durante la tregua bélica, en noviembre de 1940 Matti Jurva y Eero Väre viajaron a Berlín, donde reservaron unos días para grabar. Acompañado por una orquesta con músicos alemanes, el dúo canto decenas de canciones diariamente. Allí grabó la conocida canción ”Mannerheimin linjalla”. La siguiente y última vez que grabó fue en mayo de 1942, cuando un técnico alemán instaló un estudio de grabación en una escuela de Helsinki. En esta sesión grabó las canciones de propaganda ”Niet Molotoff” y ”Luulot pois”, así como otros temas relacionados con la guerra, como ”Aunuksen Anja” y ”Äänisjärven jäällä”.
Matti Jurva falleció en septiembre de 1943 en Helsinki, a causa de complicaciones derivadas de su alcoholismo. Tenía 45 años de edad. Fue enterrado en el Cementerio Malmi de esa ciudad. 

## Discografía
- ”Ramblers-orkesteri ja Matti Jurva” (2012).
- Orquesta de Matti Jurva ”Jurva Jyrää!”, con Jukka Poika como solista (KHY Suomen Musiikki Oy, 2013).

## Filmografía
- 1921 : Sunnuntaimetsästäjät 1921 (actor)
- 1934 : Helsingin kuuluisin liikemies 1934 (actor)
- 1939 : Kaksi Vihtoria 1939 (actor)
- 1939 : Seitsemän velimiestä 1939 (actor)
- 1940 : Ankkurikahvilan kantavieraat 1940 (actor, director y guionista)
- 1940 : Herra johtajan "harha-askel" 1940 (actor)
- 1943 : Maskotti 1943 (actor y compositor)
- 1943 : Nuoria ihmisiä 1943 (actor)